# Liste der Bodendenkmale in Groß Twülpstedt
In der Liste der Bodendenkmale in Groß Twülpstedt sind alle Bodendenkmale der niedersächsischen Gemeinde Groß Twülpstedt aufgelistet. Die Quelle ist der Denkmalatlas Niedersachsen.
- Diese Liste erhebt keinen Anspruch auf Vollständigkeit.
- Die Angaben ersetzen nicht die rechtsverbindliche Auskunft der zuständigen Denkmalschutzbehörde.
- Es sind nur Daten aus dem Denkmalatlas verarbeitet.
- Der Stand der Liste ist der 25. August 2024.

Groß Twülpstedt im Landkreis Helmstedt

## Allgemein
In den Spalten finden sich folgende Informationen des Bodendenkmales:
| Lage         | geographische Koordinaten                                                           |
| Bezeichnung  | Bezeichnung lt. Denkmalatlas                                                        |
| Beschreibung | Beschreibung lt. Denkmalatlas                                                       |
| ID           | Objekt-ID                                                                           |
| Bild         | Bild, ggf. zusätzlich mit Link zu weiteren Fotos im Medienarchiv Wikimedia Commons. |

## Groß Twülpstedt
| Lage                        | Bezeichnung                           | Beschreibung | ID       | Bild |
| --------------------------- | ------------------------------------- | --- | -------- | ---- |
| 52° 22′ 24″ N, 10° 55′ 8″ O | Groß Twülpstedt 1, Steinmale/Holzmale | Im Ort, an der S-Seite des Kirchturms, rechts neben der Tür an der Wand eine große Steinplatte. Vorderseite rötlich, sonst grau, eingraviertes Muster hellgrau. H. 205 cm; Br. 94 cm; Br. oben 78 cm; St. ca. 25 cm. Sie wurde 1912 zufällig bei Ausschachtungsarbeiten gefunden. Es handelt sich dabei vermutlich um einen Grabstein und datiert ins 8. – 10. Jahrhundert n. Chr. | 28979334 |      |

## Volkmarsdorf
| Lage                         | Bezeichnung              | Beschreibung | ID       | Bild |
| ---------------------------- | ------------------------ | --- | -------- | ---- |
| 52° 20′ 28″ N, 10° 53′ 56″ O | Volkmarsdorf 1, Landwehr | Historisch ist die Anlage als „... ein alter Aufwurf ..., der sich der Länge nach sehr weit erstreckt und ungefähr ein paar Ruten breit ist ...“ überliefert. Angelegt wurde die Landwehr vor 1780, heute ist sie nur noch in Teilen erhalten. Im nordwestlichen Teil des ehemaligen Verlaufs finden sich keine Anzeichen dieser, aber in diesem Abschnitt (heute Gemeinde- bzw. Landkreisgrenze) noch Grenzsteine. Im südöstlichen Teil ist diese noch als Grenzgraben von ca. 1,0 m Br. und ca. 0,5 m T. erhalten. Zu beiden Seiten verläuft ein kleiner Wall von ca. 1,0 m Br. und ca. 0,4 m H.; der Graben ist streckenweise wasserführend. Im Verlauf dieses Teilstücks stehen Grenzsteine. | 28979976 | BW   |